# Jacques-Melchior Villefranche
Jacques-Melchior Villefranche, né à Couzon-au-Mont-d'Or le 17 décembre 1829, est mort à Bourg-en-Bresse, le 10 mai 1904. Il est un éditeur français, écrivain et publiciste catholique traditionaliste.

## Biographie
Après des études classiques au petit séminaire de l'Argentière, il entre au Service du Télégraphe.
À ce titre, en 1855, durant la Guerre de Crimée, il dirige le bureau télégraphique de Varna, premier point de débarquement des troupes franco-russes.
Il écrit un livre sur le télégraphe en 1870. En tant que directeur du télégraphe à Versailles, il est rattaché au service télégraphique de l'armée du Mans.
En 1875, il quitte le service télégraphique, et rachète le Journal de l'Ain, fondé en 1817. Comme rédacteur en chef, il défend la liberté religieuse contre les lois de sécularisation de l'enseignement.

## Œuvres
Écrivain prolifique, il a écrit 77 ouvrages, souvent traduits. Ses oeuvres Fables (1851) et Fabuliste Chrétien (1875), ouvrages pédagogiques, ont connu une certaine diffusion . Il écrit divers romans historiques, dont Cineas, ou Rome sous Néron (1869), qui sont traduits en plusieurs langues. 
Ses principaux ouvrages sont des biographies :
- Pie IX, son histoire, sa vie, son siècle (1874), qui eut 19 éditions.
- Vie de Dom Marie-Augustin, Marquis de Ladouze, fondateur de la Trappe de Notre Dame des Dombes (1876).
- Vie de l'abbé Olivieri, fondateur de l'œuvre du rachat des jeunes négresses (1877).
- Histoire des Martyrs de Gorcum, du Japon et autres, canonisés par Pie IX (1882).
- Vie de Dom Bosco (1887).
- Dix Grands Chrétiens du siècle (1892).
- Vie du Père Chevrier, fondateur du Prado à Lyon (1894).
- Les Tsars du XIXe siècle, (1895).
- Histoire de Napoléon III (2 vols, 1896).

Dans son pamphlet de 1891 intitulé Le Concordat, qu'on l'observe loyalement ou qu'on le dénonce, J.M. Villefranche argumente contre la politique de stricte application du Concordat, qui limite la liberté de l'Église Catholique, divers sujets n'y étant pas abordés.
En 1891, il publia également un Essai de grammaire du patois lyonnais, de 311 pages, contenant des spécimens de patois extraits de différents auteurs locaux, réédité à Genève en 1978.